# Mlada Bosna
Mlada Bosna je ime političkog nacionalističkog pokreta aktivnog u Bosni i Hercegovini uoči 1. svjetskog rata. Osnovni cilj pokreta je bio okupljanje omladine radi aktivnosti na pripajanju BiH Kraljevini Srbiji. Makar se deklarativno pozivalo na ujedinjenje i oslobođenje svih južnih Slavena, u praksi je to bio velikosrpski pokret.
Ovaj pokret je najpoznatiji po atentatu na austrougarskog prijestolonasljednika Franju Ferdinanda i njegovu suprugu Sofiju u Sarajevu 1914. godine, događaju koji je službeni povod 1. svjetskom ratu. Pripadnike Mlade Bosne su u tom činu organizirali časnici srpske vojne obavještajne službe, pod vodstvom Dragutina Dimitrijevića Apisa.